# Авиа 15А
Авиа 15А је клизач за основну обуку пилота мешовите конструкције (претежно дрво и платно). Назив је добио од скраћенице назива фирме која га је производила Ateliers vosgiens d'industrie aéronautique и броја типа летелице. За разлуку од претходних Авијиних клизача овај клизач је имао кабину пилота обложену платном. Ову једрилицу-клизач је конструисао инжењер Јарлауд Картиер 1930. године.

## Пројектовање и развој
На основу искуства у производњи и коришћењу клизача Цеглинг који се код Авие звао Авиа 10А инж. Јарлауд Картиер је приступио пројектовању веће једрилице-клизача који поред бољих аеродинамичких карактеристика треба да буде сигурнији и удобнији за пилота. Ова једрилица је већ могла да при лету користи термале тј термално једрење па је заштитна кабина штитила пилота од струјања ваздуха.

### Технички опис
Једрилица-клизач Авиа 15А је једносед мешовите конструкције (дрво и платно) а изведена је као висококрилни моноплан. Предњи део трупа у коме се налази кабина пилота је дрвена конструкција шестоугаоног попречног пресека обложена платном. До излазне ивице крила кабински део трупа се сужава тако да се труп наставља ка вертикалном стабилизатору у виду решеткасте конструкиције трупа. Кабина је била отворена без ветробран. Једрилица је била опремљена најосновнијим инструментима за дневно летење. Као стајни трап овој једрилици је служио дрвени клизач причвршћен амортизерима од тврде гуме. На репу једрилице налазила се еластична дрљача.
Крило аеропрофила Plat STAe 70A 13% је било равно, имало је праву нападну ивицу нормалну на осу једрилице а облик крила је био облика правоугаоника. Нападна ивица крила је била направљена у облику кутије обложене шпер плочом а остатак крила је био обложен импрегнираним платном. Крила су косим упорницама била ослоњена на труп једрилице.
Конструкција хоризонталног и вертикалног стабилизатора као и кормила били су изведени као и крило. Хоризонтални стабилизатори су као и крила подупирачима били ослоњени на вертикални стабилизатор. Кормила висине и правца су имала дрвену конструкцију обложену импрегнираним платном. Додатно учвршчивање везе измеђи предњег дела трупа и крила са репом се постигло затезачима од челичних жица.

## Карактеристике
Карактеристике наведене овде се односе на једрилицу Авиа 11А а према изворима
| Финеса      | 1 : 11,5 при брзини 50 km/h |
| Перформансе | - максимална брзина 120 km/h - минимална брзина 40 km/h - макс. брзина аеро вуче km/h - макс. брзина витло km/h - минимално пропадање 1,15 m/s при брзини 50 km/h         |
| Димензије   | - размах крила 12,18m - дужина трупа 6,96m - висина 1,93m - површина крила 17,97m² - виткост 8 - аеропрофил крила Plat STAe 70A 13% - макс. оптеречење крила; 13,63 kg/m² |
| Маса        | - сопствена 145 kg - носивост 100 kg - полетна 245 kg - водени баланс; нема                                                                                               |

## Оперативно коришћење
У Авији је произведено око 90 комада клизача Авиа 15А а користили су се у Аероклубовима широм Француске. Коришћење ових клизача је трајало све до почетка 50. тих година 20. тог века. У Југославији је према наводима књиге набављен 1937. године и коришћен један примерак овог клизача.

## Сачувани примерци
Није сачуван ни један примерак ове једрилице.

## Земље које су користиле ову једрилицу
- Француска
- Краљевина Југославија
- Белгија